# Crateropora
Crateropora is een mosdiertjesgeslacht uit de  familie van de Aspidostomatidae en de orde Cheilostomatida.  De wetenschappelijke naam ervan werd in 1909 voor het eerst geldig gepubliceerd door Levinsen.

## Soorten
- Crateropora expansa Harmer, 1926
- Crateropora falcata Levinsen, 1909
- Crateropora foraminata Harmer, 1926
- Crateropora stiliformis d'Hondt & Gordon, 1999